# トプカピ
『トプカピ』（原題：Topkapi）は、1964年制作のアメリカ合衆国のサスペンス・コメディ映画。
1964年のエドガー賞 長編賞を受賞したエリック・アンブラー原作の小説『真昼の翳』（まひるのかげ、The Light of Day）の映画化。
ピーター・ユスティノフが第37回アカデミー助演男優賞を受賞、『スパルタカス』（1960年）に次いで2度目の受賞となった。

## あらすじ
美しい女泥棒エリザベスは、イスタンブールのトプカプ宮殿博物館に陳列されているスルターンの剣の強奪を計画、愛人のベテラン泥棒ウォルターと共に計画を練り、仲間を集める。
2人は観光客を装ってギリシャに行き、トルコまで武器を運搬させるため、イギリス人ガイドのアーサー・シンプソンを雇った。そうとは知らぬシンプソンは車を運転して指定された目的地に向かうが、国境の検問所で武器を発見され、テロリストに誤認されてしまう。しかし、当局はシンプソンを逮捕せず、スパイとして働かせることにする。
エリザベス一味と合流したシンプソンは、泥棒の片棒を担がされる一方、警察のスパイとしても働く破目に。しかし、シンプソンが少々間抜けな男だったことから、一味の計画は微妙に狂い始める・・・。

## キャスト
| 役名                           | 俳優                   | 日本語吹替 |
| ------------------------------ | ---------------------- | ---------- |
| エリザベス・リップ             | メリナ・メルクーリ     | 富永美沙子 |
| アーサー・サイモン・シンプソン | ピーター・ユスティノフ | 金井大     |
| ウォルター・ハーパー           | マクシミリアン・シェル | 納谷悟朗   |
| セドリック・ペイジ             | ロバート・モーレイ     | 滝口順平   |
| ジェヴァン                     | エイキム・タミロフ     | 相模太郎   |
| ジョセフ                       | ジョー・ダッサン       |            |

テレビ放送：1973年9月2日　NET『日曜洋画劇場』